# Dan Wilcox
Pour les articles homonymes, voir Wilcox.
Dan Wilcox, né le 17 avril 1941 et mort le 14 février 2024, est un scénariste et producteur de télévision américain.

## Filmographie

### Scénariste
- 1969-1990 : 1, rue Sésame (27 épisodes)
- 1974 : That's My Mama (1 épisode)
- 1976 : The Practice (1 épisode)
- 1978 : Good Times (1 épisode)
- 1978 : America 2-Night (65 épisodes)
- 1978 : The Waverly Wonders (4 épisodes)
- 1979 : Racines 2 (1 épisode)
- 1979 : Angie (1 épisode)
- 1979 : Alice (1 épisode)
- 1979-1983 : MASH (36 épisodes)
- 1981 : Rise and Shine (1 épisode)
- 1982 : Le Joyeux Bazar (1 épisode)
- 1983 : Bay City Blues (1 épisode)
- 1984 : The Duck Factory (2 épisodes)
- 1984-1986 : Newhart (2 épisodes)
- 1987 : CBS Summer Playhouse (1 épisode)
- 1988 : Eisenhower and Lutz (1 épisode)
- 1988 : Run Till You Fall
- 1989 : FM (3 épisodes)
- 1990 : Shalom Sesam (1 épisode)
- 1992 : Quoi de neuf docteur ? (1 épisode)
- 1993 : The New WKRP in Cincinnati (1 épisode)
- 1994 : Waikiki Ouest
- 1994-1995 : Diagnostic : Meurtre (3 épisodes)
- 1996 : Arabesque (1 épisode)
- 1997 : Loïs et Clark : Les Nouvelles Aventures de Superman (1 épisode)
- 1997 : The Jeff Foxworthy Show (1 épisode)
- 1998 : Police Academy (1 épisode)
- 1998-1999 : Cosby (3 épisodes)
- 1998-2000 : Jeu de Bleue (2 épisodes)
- 2000 : Becker (1 épisode)
- 2002-2004 : Play with Me Sesame (3 épisodes)

### Producteur
- 1981-1983 : MASH (34 épisodes)
- 1984 : The Duck Factory (7 épisodes)
- 1984-1986 : Newhart (46 épisodes)
- 1987 : CBS Summer Playhouse (1 épisode)
- 1988 : Eisenhower and Lutz (1 épisode)
- 1989-1990 : FM (3 épisodes)
- 1991-1992 : Quoi de neuf docteur ?

### Réalisateur
- 1988 : Eisenhower and Lutz (2 épisodes)
- 1990 : FM (1 épisode)